# 600-630-Tonnen-Typ
Der 600/630-Tonnen-Typ war eine mittlere U-Boot-Schiffsklasse der französischen Marine. In der damaligen französischen Typklassifikation handelte es sich um Boote der 2. Klasse. Zwischen 1923 und 1935 wurden 28 Boote in sechs Baulosen gebaut. Im Zweiten Weltkrieg wurden die U-Boote von der vichyfranzösischen und ab 1943 auch von der freifranzösischen Marine eingesetzt. Die Royal Navy und die italienische Marine konnten jeweils zwei Boote der Klasse erbeuten. Außerdem hoben die Italiener mehrere gesunkene U-Boote des Typs und setzten sie teilweise ein.

## Konstruktive Merkmale
Die Schiffsklasse unterteilt sich in zwei Haupttypen und jeweils drei Baulose. Die Boote wurden auf fünf verschiedenen Werften gebaut und variierten auch innerhalb des Types in Größe, Bewaffnung und äußerer Form. Alle Konstruktionen beruhten aber auf gemeinsamen technischen Spezifikationen. Die Boote erwiesen sich als sehr manövrierfähig und besaßen eine gute Torpedobewaffnung, die allerdings sehr kompliziert war.
Der zuerst gebaute 600-Tonnen-Typ wies einige Unzulänglichkeiten auf, die mit dem später gebauten 630-Tonnen-Typ beseitigt wurden. So hatten die ersten Baulose Probleme mit der Querstabilität bei Tauchfahrten und die Lebensbedingungen der Besatzung waren sehr schlecht. Des Weiteren hatte der 630-Tonnen-Typ sowohl über als auch unter Wasser eine höhere Reichweite.
Zwischen 1937 und 1938 wurden die Boote des 600-Tonnen-Typs modernisiert.

### Antrieb
Die Boote waren Zweihüllenboote mit klassischem Antrieb durch zwei Dieselmotoren für die Überwasserfahrt und zwei Elektromotoren für die Tauchfahrt. Die Dieselmotoren stammten von Schneider, Sulzer oder Vickers. Die Gesamtleistung der Dieseltriebwerke variierte zwischen 1.200 PS (895 kW) beim 600-Tonnen-Typ B und 1.420 PS (1056 kW) beim 630-Tonnen-Typ E. Die Gesamtleistung der Elektromotoren betrug bei allen Baulosen 1.000 PS (746 kW).
Die 600-Tonnen-Boote erreichten bei 7,5 kn (14 km/h) über Wasser eine Fahrstrecke von 3.500 sm (6482 km) und konnten unter Wasser bei 5 kn (9,3 km/h) bis zu 75 sm (139 km) fahren.
Die 630-Tonnen-Boote konnten über Wasser bei 10 kn (18,5 km/h) bis zu 4.000 sm (7408 km) weit fahren. Unter Wasser erreichten sie bei 5 kn bis zu 82 sm (152 km).

### Bewaffnung
Abgesehen vom Typ B waren alle Boote mit einem 76-mm-L/35-Deckgeschütz bewaffnet. Die vier Boote des Typ B besaßen ein 100-mm-L/40-Geschütz.
Alle 600-Tonnen-Boote waren mit zwei 8-mm-MG zur Flugabwehr ausgestattet. Die 630-Tonnen-Boote führten lediglich ein 8-mm-MG.
Die 600-Tonnen-Boote führten insgesamt sieben Torpedorohre mit 550 mm Durchmesser. Drei waren im Bug angeordnet, wovon zwei außerhalb des Druckkörpers montiert waren. Zwei weitere Torpedorohre waren am Heck außen und ein schwenkbarer Zwillingssatz mittschiffs außen angeordnet. Insgesamt wurden 13 Torpedos mitgeführt.
Die 630-Tonnen-Boote waren mit sechs Torpedorohren mit 550 mm Durchmesser bewaffnet. Drei waren im Bug angeordnet (eines innen, zwei außen). Mittschiffs befand sich ein schwenkbarer Zwillingssatz und im Heck ein schwenkbares Außenrohr. Hinzu kamen zwei schwenkbare außen gelegene 400-mm-Rohre im Heck. Insgesamt wurden neun Torpedos mitgeführt.
Die externen schwenkbaren und im Einsatz nicht nachladbaren Torpedorohre galten als sehr kompliziert und störanfällig. Außerdem beeinträchtigten die ausgeklappten Rohre die Steuerung und Trimmung der Boote. Dazu kam der hohe Strömungswiderstand bei Unterwasserfahrt. Da aber die Steuerung der französischen Torpedos dieser Zeit sehr unzuverlässig war, konnte auf die schwenkbaren Rohre nicht verzichtet werden.

## Einsatzgeschichte
Zwei U-Boote der Klasse gingen bereits in Friedenszeiten verloren. Die erste Ondine aus der Sirène Klasse kollidierte 1928 mit einem Handelsschiff und die Nymphe wurde 1938 verschrottet.
Bei Kriegsbeginn am 1. September 1939 stellten die Boote des 600/630-Tonnen-Typs den größten Anteil der französischen U-Boote mittlerer Reichweite. Bis zur Kapitulation Frankreichs im Juni 1940 nahmen die Boote an weitreichenden Operationen teil. Am 9. Mai 1940 kam es zum ersten Verlust im Kampf, als Doris von U 9 versenkt wurde. Orion und Ondine befanden sich im Juli 1940 in Großbritannien, wo sie von der Royal Navy gekapert wurden. Die Royal Navy setzte die beiden Boote nur in der Reserve ein und legte sie 1943 still. Die restlichen Boot verblieben unter dem Kommando Vichy-Frankreichs. Einige Boote wurden außer Dienst genommen.
Während der Operation Torch gingen im November 1942 beim Kampf mit angloamerikanischen Streitkräften sechs Boote verloren. Die italienische Marine konnte in Bizerta zwei U-Boote kapern, setzte sie aber nie ein. Als die vichy-französische Flotte sich am 27. November 1942 infolge des deutschen Einmarsches in Südfrankreich in Toulon selbstversenkte, gingen auch fünf U-Boote des 600/630-Tonnen-Typs unter. Drei versenkten sich selber in Nordafrika. Die sieben verbliebenen Boote wurden ab 1943 von der freifranzösischen Marine genutzt und 1946 außer Dienst gestellt.

## Boote des Typs

### 600-Tonnen-Typ
Die zwölf Boote des 600-Tonnen-Typs wurden zwischen 1923 und 1930 auf drei verschiedenen Werften gebaut.

#### Typ A (Sirène-Klasse)
Die Sirène-Klasse wurde zwischen 1923 und 1927 bei A. Chantier de la Loire in Saint-Nazaire gebaut. Dem Typ A gehören vier Boote an. Der Entwurf stammte von Loire-Simonot.
| Boot    | Kiellegung | Stapellauf | Dienstbeginn | Dienstende | Bemerkung                |
| ------- | ---------- | ---------- | ------------ | ---------- | ------------------------ |
| Galatée | 1924       | 1925       |              | 1942       | in Toulon selbstversenkt |
| Naïade  | 1923       | 1925       |              | 1942       | in Toulon selbstversenkt |
| Ondine  |            |            |              | 1928       | bei Kollision gesunken   |
| Sirène  | 1923       | 1925       |              | 1942       | in Toulon selbstversenkt |

#### Typ B (Ariane-Klasse)
Die Ariane-Klasse wurde zwischen 1923 und 1929 bei Chantier Augustin Normand in Le Havre gebaut. Dem Typ B gehören vier Boote an. Der Entwurf stammte von Normand-Fenaux.
| Boot     | Kiellegung | Stapellauf | Dienstbeginn | Dienstende | Bemerkung                          |
| -------- | ---------- | ---------- | ------------ | ---------- | ---------------------------------- |
| Ariane   | 1923       | 1925       | 1929         | 1942       | vor Oran (Algerien) selbstversenkt |
| Danaé    | 1924       | 1927       |              | 1942       | vor Oran (Algerien) selbstversenkt |
| Eurydicé | 1924       | 1927       | 1929         | 1942       | in Toulon selbstversenkt           |
| Nymphe   |            |            |              | 1938       | verschrottet                       |

#### Typ C (Circé-Klasse)
Die Circé-Klasse wurde zwischen 1923 und 1930 bei Chantiers Schneider et Cie in Chalon-sur-Saône gebaut. Dem Typ C gehören vier Boote an. Der Entwurf stammte von Schneider-Labeuf.
| Boot    | Kiellegung | Stapellauf | Dienstbeginn | Dienstende | Bemerkung                                                    |
| ------- | ---------- | ---------- | ------------ | ---------- | ------------------------------------------------------------ |
| Calypso | 1924       | 1926       | 1928         | 1942       | in Bizerta (Tunesien) von italienischen Einheiten gekapert   |
| Circé   | 1924       | 1925       | 1927         | 1942       | in Bizerta (Tunesien) von italienischen Einheiten gekapert   |
| Doris   | 1924       | 1927       | 1928         | 1940       | von deutschem U-Boot vor der niederländischen Küste versenkt |
| Thétis  | 1924       | 1927       | 1928         | 1942       | in Toulon selbstversenkt                                     |

### 630-Tonnen-Typ
Die 16 Boote des 630-Tonnen-Typs wurden zwischen 1927 und 1935 auf fünf verschiedenen Werften gebaut.

#### Typ D (Argonaute-Klasse)
Die Argonaute-Klasse wurde von 1927 bis 1935 bei Chantiers Schneider et Cie in Chalon-sur-Saône gebaut. Dem Typ D gehören fünf Boote an. Der Entwurf stammte von Schneider-Labeuf.
| Boot       | Kiellegung | Stapellauf | Dienstbeginn | Dienstende | Bemerkung                                              |
| ---------- | ---------- | ---------- | ------------ | ---------- | ------------------------------------------------------ |
| Aréthuse   | 1928       | 1929       | 1933         | 1946       | 1942 an die freifranzösische Marine                    |
| Argonaute  | 1927       | 1929       | 1932         | 1942       | vor Oran (Algerien) von britischen Zerstörern versenkt |
| Atalante   | 1928       | 1929       | 1933         | 1946       | 1942 an die freifranzösische Marine                    |
| La Sultane | 1931       | 1932       | 1935         | 1946       | 1942 an die freifranzösische Marine                    |
| La Vestale | 1931       | 1932       | 1934         | 1946       | 1942 an die freifranzösische Marine                    |

#### Typ E (Orion-Klasse)
Die Orion-Klasse wurde zwischen 1929 und 1932 bei zwei Werften gebaut. Dem Typ E gehören zwei Boote an. Der Entwurf stammte von Loire-Simonot.
| Boot   | Bauwerft                               | Kiellegung | Stapellauf | Dienstbeginn | Dienstende | Bemerkung                                            |
| ------ | -------------------------------------- | ---------- | ---------- | ------------ | ---------- | ---------------------------------------------------- |
| Ondine | A & Chantier Dubigeon, Nantes          | 1929       | 1931       | 1932         | 1943       | 1940 von den Briten beschlagnahmt, 1943 verschrottet |
| Orion  | A. Chantier de la Loire, Saint-Nazaire | 1929       | 1931       | 1932         | 1943       | 1940 von den Briten beschlagnahmt, 1943 verschrottet |

#### Typ F (Diane-Klasse)
Die Diane-Klasse wurde zwischen 1927 und 1934 bei zwei Werften gebaut. Dem Typ F gehören neun Boote an. Der Entwurf stammte von Normand-Fernaux.
- Bei Chantier Augustin Normand in Le Havre zwischen 1927 und 1933 gebaut:

| Boot       | Kiellegung | Stapellauf | Dienstbeginn | Dienstende | Bemerkung                                            |
| ---------- | ---------- | ---------- | ------------ | ---------- | ---------------------------------------------------- |
| Amphitrite | 1928       | 1930       | 1933         | 1942       | vor Casablanca (Marokko) von der US Navy versenkt.   |
| Diane      | 1928       | 1930       | 1932         | 1942       | vor Oran (Algerien) selbstversenkt                   |
| La Psyché  | 1930       | 1932       | 1933         | 1942       | vor Casablanca (Marokko) von US-Flugzeugen versenkt. |
| Méduse     | 1928       | 1930       | 1932         | 1942       | vor Casablanca (Marokko) von US-Flugzeugen versenkt. |
| Orphée     | 1929       | 1931       | 1933         | 1946       | 1942 an die freifranzösische Marine.                 |

- Bei Chantier de la Seine[1] in Rouen zwischen 1928 und 1934 gebaut:

| Boot       | Kiellegung | Stapellauf | Dienstbeginn | Dienstende | Bemerkung                                                      |
| ---------- | ---------- | ---------- | ------------ | ---------- | -------------------------------------------------------------- |
| Amazone    | 1929       | 1931       | 1933         | 1946       | 1942 an die freifranzösische Marine.                           |
| Antiope    | 1928       | 1930       | 1933         | 1946       | 1942 an die freifranzösische Marine.                           |
| La Sibylle | 1931       | 1933       | 1934         | 1942       | vor Casablanca (Marokko) unter ungeklärten Umständen gesunken. |
| Oréade     | 1929       | 1932       | 1933         | 1942       | vor Casablanca von US-Flugzeug versenkt.                       |